# Phalacrus politus
Phalacrus politus är en skalbaggsart som beskrevs av Melsheimer. Phalacrus politus ingår i släktet Phalacrus och familjen sotsvampbaggar. Inga underarter finns listade i Catalogue of Life.